# Сан Силвестро (Анкона)
Сан Силвестро (итал. San Silvestro) насеље је у Италији у округу Анкона, региону Марке.
Према процени из 2011. у насељу је живело 19 становника. Насеље се налази на надморској висини од 790 м.